# Підірване Сонце
«Підірване Сонце» (англ. Exploding Sun) — канадський телефільм 2013 року, з Джулією Ормонд, Девідом Джеймсом Елліоттом, Наталі Браун, Ентоні Лемке у головних ролях.

## Сюжет
Світ спостерігає за запуском першого пасажирського лайнера на Місяць. На борту летить і дружина президента. Внаслідок космічного спалаху екіпаж втрачає контроль над керуванням, траєкторія польоту зміщується та корабель відносить з орбіти. І тепер вони летять на Сонце. Спроби зміни ситуацію тільки прискорюють лайнер. До того ж на Сонці активується випромінювання, яке поступово спустошує Землю.
Американські науковці перелаштовують спеціальну зброю, щоб протидіяти впливу Сонця. Воно охолоджується і Земля врятована від подальших руйнувань.

## У ролях
| Актор                | Роль             |
| -------------------- | ---------------- |
| Джулія Ормонд        | Джоан Еліас      |
| Девід Джеймс Елліотт | Дон Вінкрофт     |
| Наталі Браун         | Шеріл Вінкрофт   |
| Ентоні Лемке         | Крейг Бакус      |
| Алекс Вейнер         | Реггі Волкер     |
| Джон Макларен        | Алан Еліас       |
| Аллісон Грем         | Фіона            |
| Крістіна Розато      | Марта Ернандес   |
| Роберт Крукс         | Джей Джей Еліас  |
| Френк Шорпіон        | Президент Метані |
| Мілен Дін-Робік      | Деніс Балабан    |

## Знімальна група
- Кінорежисер — Майкл Робінсон
- Сценарист — Джефф Шехтер
- Кінопродюсери — Айрін Літінскі, Майкл Прупас
- Композитор — Джеймс Гелфанд
- Кінооператор — Майкл Ст-Мартін
- Кіномонтаж — Джин Бодуен
- Художник-постановник — Сільвен Гінграс
- Артдиректор — Камілла Парент
- Підбір акторів — Розіна Буччі, Віра Міллер[1]

## Сприйняття
Фільм отримав негативні відгуки. На сайті Rotten Tomatoes оцінка стрічки становить 13 % на основі 66 відгуків від глядачів (середня оцінка 2,0/5). Фільму зарахований «розсипаний попкорн» від глядачів, Internet Movie Database — 3,7/10 (1 186 голосів).